# Caserta
Caserta este un oraș în Italia de sud, capitala provinciei cu același nume.

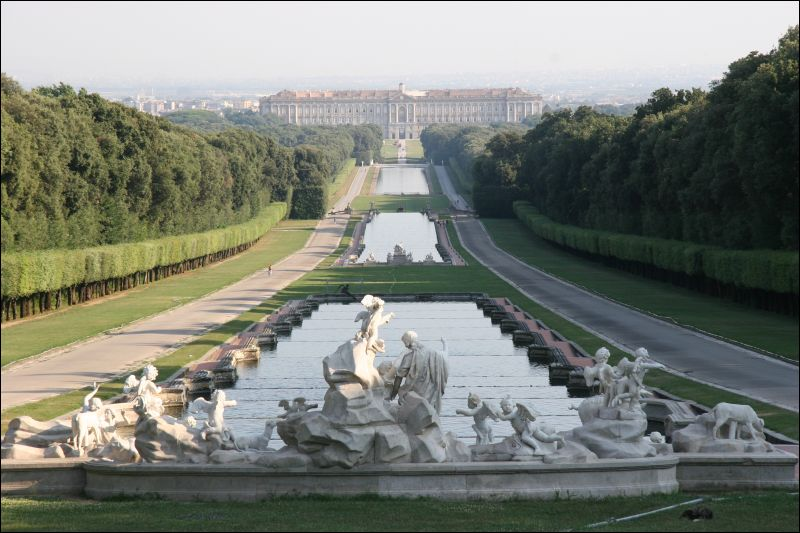
Caserta – Palatul regal

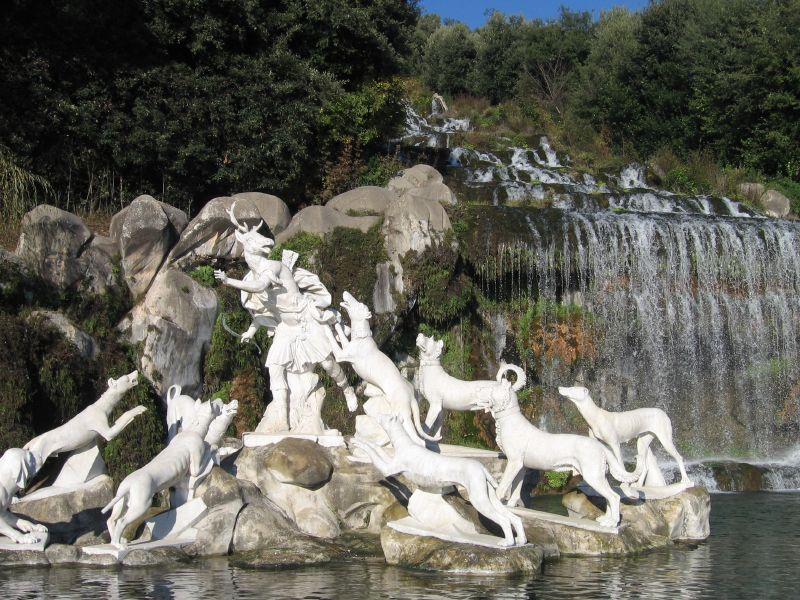
Caserta – Palatul regal (parcul)

Palatul Regal din Caserta, cu parcul, apeductul Vanvitelli și complexul San Leucio, au fost înscrise în anul 1997 pe lista patrimoniului cultural mondial UNESCO.

## Demografie
Caserta - evoluția demografică

|  | Graficele sunt indisponibile din cauza unor probleme tehnice. Mai multe informații se găsesc la Phabricator și la wiki-ul MediaWiki. |

Date: Recensăminte sau birourile de statistică - grafică realizată de Wikipedia